# Bergondo

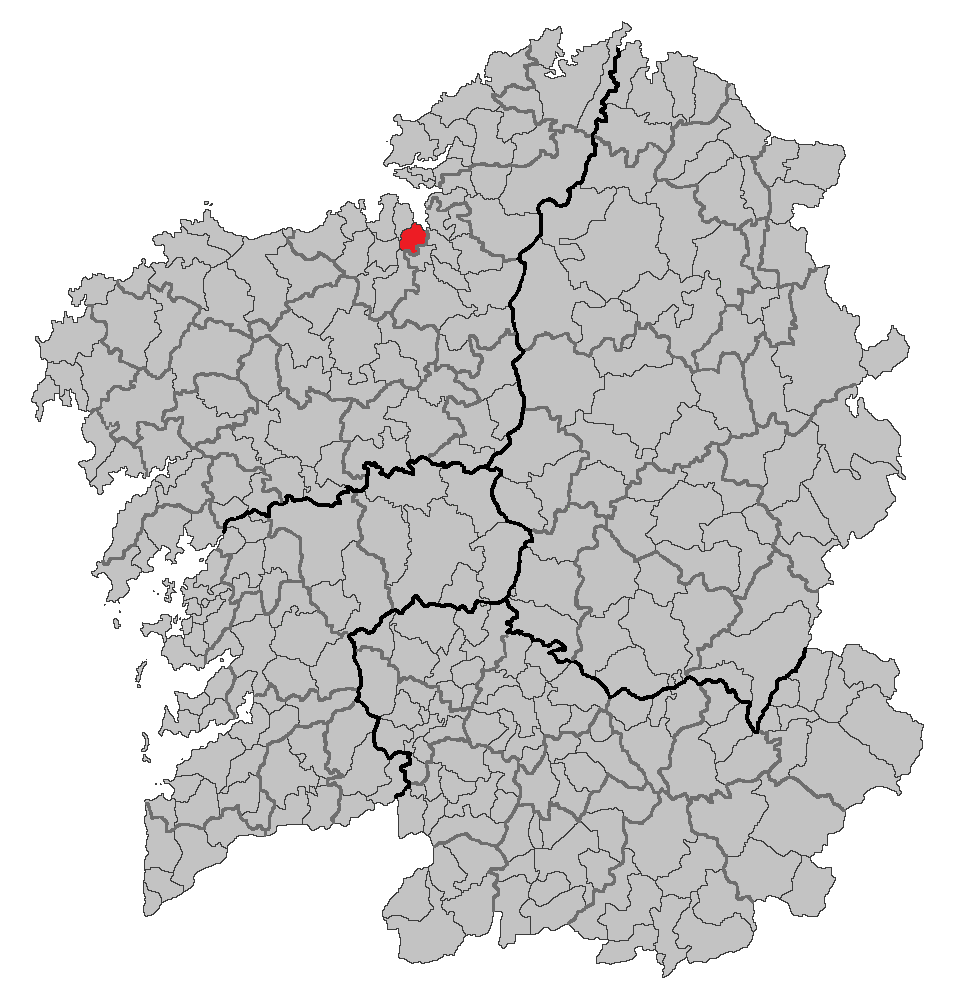
Localização de Bergondo

Bergondo é um município da Espanha na província 
da Corunha, 
comunidade autónoma da Galiza, de área 32,18 km² com 
população de 6540 habitantes (2007) e densidade populacional de 203,23 hab./km².

## Demografia
| Variação demográfica do município entre 1991 e 2007 | Variação demográfica do município entre 1991 e 2007 | Variação demográfica do município entre 1991 e 2007 | Variação demográfica do município entre 1991 e 2007 | Variação demográfica do município entre 1991 e 2007 |
| --------------------------------------------------- | --------------------------------------------------- | --------------------------------------------------- | --------------------------------------------------- | --------------------------------------------------- |
| 1991                                                | 1996                                                | 2001                                                | 2004                                                | 2007                                                |
| 5392                                                | 5732                                                | 6223                                                | 6413                                                | 6540                                                |